# Chaédria LaBouvier
Chaédria LaBouvier, née un 5 juillet,, est une commissaire d'exposition et journaliste américaine.
En 2019, LaBouvier devient la première commissaire noire, la première femme noire et la première personne d'origine cubaine à organiser une exposition en 80 ans d'histoire du musée Solomon-R.-Guggenheim, ainsi que le premier auteur noir d'un catalogue Guggenheim pour l'exposition Basquiat's Defacement: The Untold Story. Sa critique de son traitement par le musée a amené ce dernier à embaucher son premier conservateur noir la même année.

## Éducation
En 2007, LaBouvier obtient un BA en histoire du Williams College. En 2014, elle obtient une maîtrise en scénarisation de l'université de Californie à Los Angeles.

## Carrière
En 2019, LaBouvier est embauchée par le musée Solomon-R.-Guggenheim en tant que premier conservateur noir et première femme noire de l'histoire du Guggenheim à organiser une exposition. L'exposition Basquiat's Defacement: The Untold Story est inaugurée en juin de la même année et couvre non seulement l'œuvre de Jean-Michel Basquiat, mais aussi l'histoire de Michael Stewart, dont la mort à la suite de la violence policière (en) a inspiré le tableau The Death of Michael Stewart (en). D'autres peintures de Basquiat sur le thème de la brutalité policière et de l'art mettant en vedette Stewart par Keith Haring, George Condo et Lyle Ashton Harris (en) ont également été incluses dans l'exposition. L'accent de l'exposition sur Stewart et la lutte des hommes noirs vivant aux États-Unis l'a distingué des autres expositions sur Basquiat selon WNYC. Elle dure cinq mois et accueille des centaines de milliers de visiteurs.
LaBouvier est également le premier auteur noir à écrire un catalogue Guggenheim. Une enquête menée par une firme externe à la suite des accusations de racisme de LaBouvier à l'encontre de la conservatrice du Guggenheim Nancy Spector (en) mène à la conclusion que LaBouvier n'avait pas été victime de discrimination ou de racisme lorsque Spector avait refusé la première version de son catalogue sur Jean-Michel Basquiat, en le qualifiant de « pauvrement rédigé et de manquer d'érudition ». Spector dut néanmoins remettre sa démission à la suite des pressions de LaBouvier. À la suite de cette démission et des dénonciations de LaBouvier, le Guggenheim a embauché son premier conservateur noir à plein temps, Ashley James (en), en 2019,.